# (287) Nephthys
Pour les articles homonymes, voir Nephtys (homonymie).
(287) Nephthys est un astéroïde de la ceinture principale découvert par C. H. F. Peters le 25 août 1889.

## Nom
Il a été nommé Nephthys en référence à la déesse égyptienne des morts.

## Compléments